# 엔헤두안나

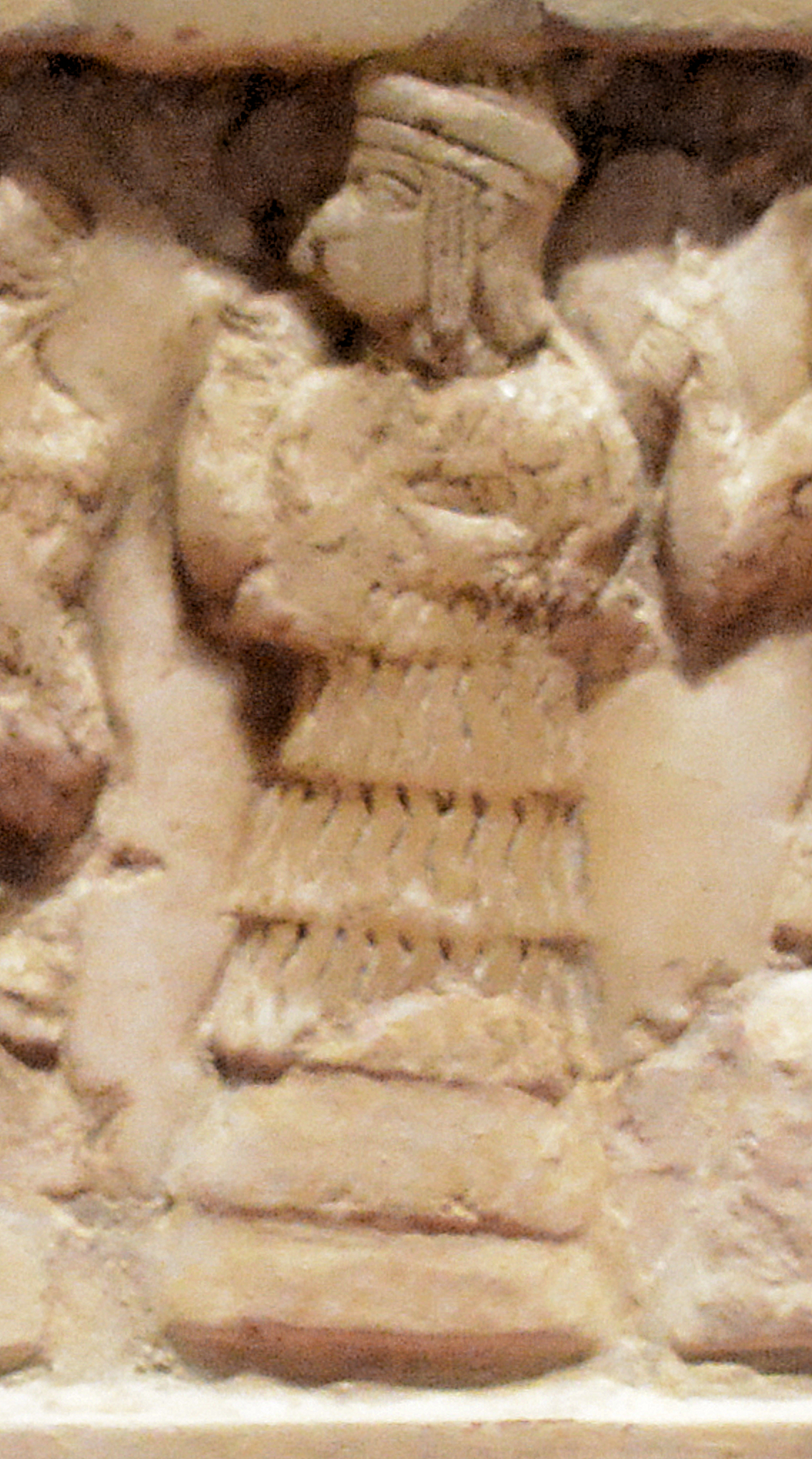

엔헤두안나(수메르어: 𒂗𒃶𒌌𒀭𒈾)은 수메르/아카드의 달의 신 우르의 난나(신)의 고제사장이었다. 고대의 여성과학자이다.
그녀는 수메르 만신전의 다른 신들 가운데 누구보다도 이난나를 존경하였다.
한 점토판은 그녀를 아카드 사르곤의 딸로 기록한다.
그 관계는 종교적이므로 글자 그대로 받아들였었다.
실제로 그렇다면 그 관계는 가족을 중요한 지위에 임명한 사르곤의 성공적인 정책을 증명한다. 그러나 그녀는 결국 지방의 제사장에 의해 지위를 잃었다. 지방에서 왕실의 임명을 받아들이지 않았기 때문이다. 그녀는 스스로 여신 닌갈의 현신이라고 불렀다. 그녀는 달의 신 난나의 부인이었다.
사학자들은 엔헤두안나의 작품이 신과의 개인적인 관계의 개념을 보임을 주의하였다. 즉
나는 당신의 것, 언제나 
나를 위해 당신의 심장이 차갑게 꺼지소서
당신의 이해는 ...열정 ... 소서
나는 당신의 큰 벌을 경험하였네
...
나의 숙녀, 나는 당신의 위대함과 영광을 온나라들에 선포할 것입니다 !
당신의 '길'과 위대한 업적을 나는 항상 찬양할 것입니다. !

## 같이 보기
- 칼리스토